# Mevania quadricolor
Mevania quadricolor là một loài bướm đêm thuộc phân họ Arctiinae, họ Erebidae.